# President's Cup
A President's Cup (também conhecida como Astana Open ou Astana Challenger) é um torneio de tênis disputado em quadras duras ao ar livre. Atualmente faz parte do ATP Challenger Tour e do WTA Tour e é realizado anualmente em Nur-Sultan, Cazaquistão, desde 2007.
Nota: Apesar de ser sancionado pela ITF, esse torneio é um "não ITF", não confundir com o torneio da ITF realizado no início do ano.

## Resultados

### Simples masculino
| Ano      | Campeão                                         | Vice-campeão                                    | Resultado                                       |
| -------- | ----------------------------------------------- | ----------------------------------------------- | ----------------------------------------------- |
| 2023     | Denis Yevseyev                                  | Khumoyun Sultanov                               | 7–5, 2–6, 6–4                                   |
| 2022     | Roman Safiullin                                 | Denis Yevseyev                                  | 2–6, 6–4, 7–6(7–2)                              |
| 2021 (2) | Andrey Kuznetsov                                | Jason Kubler                                    | 6–3, 2–1 ret.                                   |
| 2021 (1) | Max Purcell                                     | Jay Clarke                                      | 3–6, 6–4, 7–6(8–6)                              |
| 2020     | Torneio cancelado devido à pandemia de COVID-19 | Torneio cancelado devido à pandemia de COVID-19 | Torneio cancelado devido à pandemia de COVID-19 |
| 2019     | Evgeny Donskoy                                  | Sebastian Korda                                 | 7–6(7–5), 3–6, 6–4                              |
| 2018     | Sebastian Ofner                                 | Daniel Brands                                   | 7–6(7–5), 6–3                                   |
| 2017     | Egor Gerasimov                                  | Mikhail Kukushkin                               | 7–6(11–9), 4–6, 6–4                             |
| 2016     | Evgeny Donskoy                                  | Konstantin Kravchuk                             | 6–3, 6–3                                        |
| 2015     | Mikhail Kukushkin                               | Evgeny Donskoy                                  | 6–2, 6–2                                        |
| 2014 (2) | Ricardas Berankis                               | Marsel Ilhan                                    | 7–5, 5–7, 6–3                                   |
| 2014 (1) | Andrey Golubev                                  | Gilles Müller                                   | 6–4, 6–4                                        |
| 2013     | Dudi Sela                                       | Mikhail Kukushkin                               | 5–7, 6–2, 7–6                                   |
| 2012     | Evgeny Donskoy                                  | Marsel Ilhan                                    | 6–3, 6–4                                        |
| 2011     | Mikhail Kukushkin                               | Sergei Bubka                                    | 6–3, 6–4                                        |
| 2010     | Ivan Dodig                                      | Igor Kunitsyn                                   | 6–4, 6–3                                        |
| 2009     | Andrey Golubev                                  | Illya Marchenko                                 | 6–3, 6–3                                        |
| 2008     | Andrey Golubev                                  | Laurent Recouderc                               | 1–6, 7–5, 6–3                                   |
| 2007     | Mikhail Ledovskikh                              | Björn Phau                                      | 7–6, 6–3                                        |

### Duplas masculinas
| Ano      | Campeões                                        | Vice-campeões                                   | Resultado                                       |
| -------- | ----------------------------------------------- | ----------------------------------------------- | ----------------------------------------------- |
| 2023     | S D Prajwal Dev Niki Kaliyanda Poonacha         | Toshihide Matsui Kaito Uesugi                   | 6–3, 7–6(7–4)                                   |
| 2022     | Nam Ji-sung Song Min-kyu                        | Andrew Paulson David Poljak                     | 6–2, 3–6, [10–6]                                |
| 2021 (2) | Hsu Yu-hsiou Benjamin Lock                      | Oleksii Krutykh Grigoriy Lomakin                | 6–3, 6–4                                        |
| 2021 (1) | Hsu Yu-hsiou Benjamin Lock                      | Peter Polansky Sergiy Stakhovsky                | 2–6, 6–1, [10–7]                                |
| 2020     | Torneio cancelado devido à pandemia de COVID-19 | Torneio cancelado devido à pandemia de COVID-19 | Torneio cancelado devido à pandemia de COVID-19 |
| 2019     | Andrey Golubev Aleksandr Nedovyesov             | Chung Yun-seong Nam Ji-sung                     | 6–4, 6–4                                        |
| 2018     | Mikhail Elgin Yaraslav Shyla                    | Arjun Kadhe Denis Yevseyev                      | 7–5, 7–6(8–6)                                   |
| 2017     | Toshihide Matsui Vishnu Vardhan                 | Evgeny Karlovskiy Evgeny Tyurnev                | 7–6(7–3), 6–7(5–7), [10–7]                      |
| 2016     | Yaraslav Shyla Andrei Vasilevski                | Mikhail Elgin Alexander Kudryavtsev             | 6–4, 6–4                                        |
| 2015     | Konstantin Kravchuk Denys Molchanov             | Chung Yun-seong Jurabek Karimov                 | 6–2, 6–2                                        |
| 2014 (2) | Sergei Bubka Marco Chiudinelli                  | Chen Ti Huang Liang-chi                         | 6–3, 6–4                                        |
| 2014 (1) | Sergey Betov Alexander Bury                     | Andrey Golubev Evgeny Korolev                   | 6–1, 6–4                                        |
| 2013     | Riccardo Ghedin Claudio Grassi                  | Andrey Golubev Mikhail Kukushkin                | 3–6, 6–3, [10–8]                                |
| 2012     | Konstantin Kravchuk Denys Molchanov             | Karol Beck Kamil Capkovic                       | 6–4, 6–3                                        |
| 2011     | Konstantin Kravchuk Denys Molchanov             | Arnau Brugués-Davi Malek Jaziri                 | 7–6(7–4), 6–7(1–7), [10–3]                      |
| 2010     | Colin Fleming Ross Hutchins                     | Michail Elgin Alexander Kudryavtsev             | 6–3, 7–6(12–10)                                 |
| 2009     | Jonathan Marray Jamie Murray                    | David Martin Rogier Wassen                      | 4–6, 6–3, [10–5]                                |
| 2008     | Michail Elgin Alexander Kudryavtsev             | George Bastl Marco Chiudinelli                  | 6–4, 6–7, [10–8]                                |
| 2007     | Daniel Brands Adam Feeney                       | Kamil Capkovic Ivan Dodig                       | 6–2, 6–4                                        |

### Simples femininas
| Ano  | Campeã                                          | Vice-campeã                                     | Resultado                                       |
| ---- | ----------------------------------------------- | ----------------------------------------------- | ----------------------------------------------- |
| 2022 | Moyuka Uchijima                                 | Natalija Stevanovic                             | 6–3, 7–6(7–2)                                   |
| 2021 | Mariam Bolkvadze                                | Valeria Savinykh                                | 4–6, 6–3, 6–2                                   |
| 2020 | Torneio cancelado devido à pandemia de COVID-19 | Torneio cancelado devido à pandemia de COVID-19 | Torneio cancelado devido à pandemia de COVID-19 |
| 2019 | Marie Bouzková                                  | Natalija Kostic                                 | 6–3, 6–3                                        |
| 2018 | Ekaterine Gorgodze                              | Sabina Sharipova                                | 6–4, 6–1                                        |
| 2017 | Zhang Shuai                                     | Ysaline Bonaventure                             | 6–3, 6–4                                        |
| 2016 | Alyona Sotnikova                                | Veronika Kudermetova                            | 6–2, 6–3                                        |
| 2015 | Natela Dzalamidze                               | Ksenia Pervak                                   | 6–6 ret.                                        |
| 2014 | Vitalia Diatchenko                              | Çagla Büyükakçay                                | 6–4, 3–6, 6–2                                   |
| 2013 | Nadiia Kichenok                                 | Maria João Koehler                              | 6–4, 7–5                                        |
| 2012 | Maria João Koehler                              | Marta Sirotkina                                 | 7–5, 6–2                                        |
| 2011 | Vitalia Diatchenko                              | Akgul Amanmuradova                              | 6–4, 6–1                                        |
| 2010 | Evgeniya Rodina                                 | Ekaterina Dzehalevich                           | 4–6, 6–1, 6–4                                   |
| 2009 | Anastasiya Yakimova                             | Nikola Hofmanova                                | 6–0, 6–4                                        |

### Duplas femininas
| Ano  | Campeãs                                         | Vice-campeãs                                    | Resultado                                       |
| ---- | ----------------------------------------------- | ----------------------------------------------- | ----------------------------------------------- |
| 2022 | Mariia Tkacheva Anastasia Zolotareva            | Momoko Kobori Moyuka Uchijima                   | 4–6, 6–1, [10–4]                                |
| 2021 | Alina Charaeva Maria Timofeeva                  | Evgeniya Levashova Laura Pigossi                | 7–6(7–5), 2–6, [10–6]                           |
| 2020 | Torneio cancelado devido à pandemia de COVID-19 | Torneio cancelado devido à pandemia de COVID-19 | Torneio cancelado devido à pandemia de COVID-19 |
| 2019 | Marie Bouzková Vivian Heisen                    | Vlada Koval Kamilla Rakhimova                   | 7–6(10–8), 6–1                                  |
| 2018 | Berfu Cengiz Anna Danilina                      | Akgul Amanmuradova Ekaterine Gorgodze           | 3–6, 6–3, [10–7]                                |
| 2017 | Natela Dzalamidze Veronika Kudermetova          | Ysaline Bonaventure Naomi Broady                | 6–2, 6–0                                        |
| 2016 | Natela Dzalamidze Veronika Kudermetova          | Polina Monova Yana Sizikova                     | 6–2, 6–3                                        |
| 2015 | Natela Dzalamidze Alena Tarasova                | Basak Eraydin Ksenia Palkina                    | 6–0, 6–1                                        |
| 2014 | Vitalia Diatchenko Margarita Gasparyan          | Michaela Boev Anna-Lena Friedsam                | 6–4, 6–1                                        |
| 2013 | Lyudmyla Kichenok Nadiia Kichenok               | Nina Bratchikova Valeria Solovyeva              | 6–2, 6–2                                        |
| 2012 | Oksana Kalashnikova Marta Sirotkina             | Lyudmyla Kichenok Nadiia Kichenok               | 3–6, 6–4, [10–2]                                |
| 2011 | Vitalia Diatchenko Galina Voskoboeva            | Akgul Amanmuradova Alexandra Panova             | 6–3, 6–4                                        |
| 2010 | Nina Bratchikova Ekaterina Ivanova              | Yuliana Fedak Anastasiya Vasylyeva              | 6–4, 6–4                                        |
| 2009 | Yuliana Fedak Darya Kustova                     | Nina Bratchikova Ágnes Szatmári                 | 6–4, 7–5                                        |